# Parafia św. Floriana w Orszymowie
Parafia pw. Świętego Floriana w Orszymowie – parafia rzymskokatolicka należąca do dekanatu wyszogrodzkiego, diecezji płockiej, metropolii warszawskiej. 

## Miejsca święte

### Kościół parafialny
Kościół pw. św. Floriana w Orszymowie